# Amphipolisz

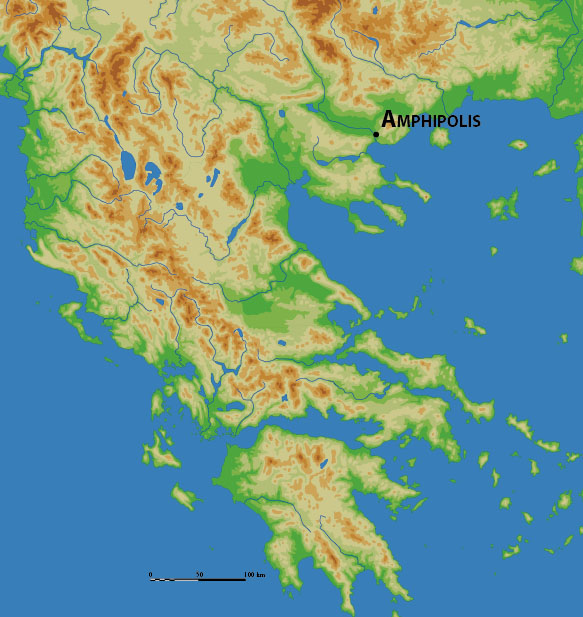
Amphipolisz elhelyezkedése Görögországban

Amphipolisz térképe

Amphipolisz (ógörögül Ἀμφίπολις) ókori görög város volt, amely az i. e. 5. századtól kb. az i. sz. 8. századig állt fenn. Eredetileg az athéniak alapították és a peloponnészoszi háborúban egy fontos csatára is sor került a város mellett. Később a makedónok hódították meg és Nagy Sándor halála után itt börtönözték be és gyilkolták meg a feleségét és fiát.
Amphipolisz régészeti látványosságai között található a kasztai sír (Görögország legnagyobb sírkomplexuma), a 8 m magas amphipoliszi oroszlán (Nagy Sándor tengernagyának, Laomedónnak a síremléke), valamint késő ókori keresztény templomok, lakóházak maradványai.

## Elhelyezkedése
Az ókori Amphipolisz Szalonikitől mintegy 80 kilométerre keletre, az E90-es európai út mentén található, a Sztrimonasz folyó torkolatának közelében. Az akropolisz délen közvetlenül a mai Amfipoli városával határos, és az egyes ásatási helyszínek az akropolisz körül helyezkednek el.

## Története

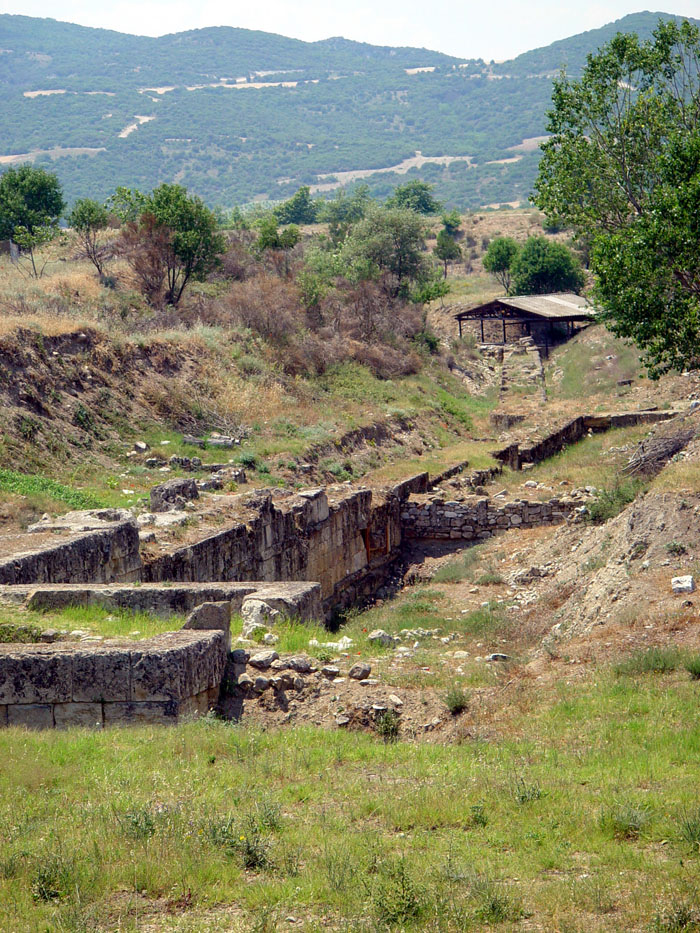
A városfal és a híd maradványai

Amphipolisz régiója már a késő neolitikumban (i. e. 4000-3000) is lakott volt. Az ún. 133. dombon ebből az időszakból származó leletekre bukkantak. Bronzkori (i. e. 3000-1600) lelőhelyeket tártak fel a Sztrimonasz völgyében és a Pangeo-hegység barlangjaiban. A késő bronzkorból (i. e. 1600-1100) származó tárgyak arra utalnak, hogy a helyi lakosok kapcsolatban álltak a peloponnészoszi Mükénével. A vaskorban a térség fejlődésére jelentős hatást gyakoroltak a Közép-Európából és a Balkán délkeleti részéről érkező betelepülők. A klasszikus korban (i. e. 700-500) trák törzsek telepedtek meg a régióban. Az ebből az időszakból származó sírmellékletek vegyes eredetűek: míg az ékszereket és a fegyvereket helyben készítették, a kerámiák athéni vagy korinthoszi fazekasok munkái.

### Athéni időszak
Amphipoliszt i. e. 437-ben alapította Hagnón athéni hadvezér Ennea Hodoi (görögül Ἐννέα ὁδοί, "Kilenc út") település helyén. A város fontos támaszpontul szolgált Athén számára Trákiában, innen ellenőrizték a környék hegységeinek arany- és ezüstbányáit. A Sztrimonasz (ógörögül Sztrümón, eredetileg Aioneiosz) torkolatánál fekvő kikötőjét egy korábbi trák település után Eionnak nevezték. Athén már korábban, i. e. 464-ben is próbálta megvetni a lábát a térségben, de akkor a trák edonok törzse a drabeszkoszi csatában legyőzte őket és a telepeseket lemészárolták. Amphipolisz nevének (jelentése "a város körül") eredete vitatott. Thuküdidész szerint azért kapta a nevét, mert a Sztrümón folyó körbefolyja a települést. A bizánci Szuda enciklopédia azt állítja, hogy azért, mert a lakosság többsége a falon kívül, a város körül lakott. A 2. századi Iulius Pollux pedig azt mondja, hogy a város egy félsziget környékére épült, innen a neve.
A mintegy 7,5 km-nyi erős fallal körbevett város jelentősége megnőtt a peloponnészoszi háború alatt, stratégiai fekvése, a bányákból és a vámokból származó jelentékeny bevételei, valamint a hajóépítéshez használható faanyag közelsége miatt. I. e. 424-ben a város ellenállás nélkül megadta magát a spártai Braszidasznak; Thuküdidész athéni hadvezér (és későbbi történetíró) túl későn érkezett ahhoz, hogy felmenthesse a várost; ezért aztán száműzték. I. e. 422-ben Kleón athéni hadvezér Amphipolisznál megtámadta Braszidaszt. A csatát a spártaiak nyerték, de mindkét hadvezér elesett. Röviddel ezután megkötötték az ún. nikiaszi békét. A lakosok a falakon belül temették el a spártaiakat, akiket városuk második alapítójának tekintették, és játékokkal, vallási ünnepségekkel évente megemlékeztek róluk.
A Nikiasz által i. e. 421-ben kötött béke értelmében Amphipolisznak vissza kellett volna kerülnie Athén fennhatósága alá, de a város lakói ezt elutasították. Athén több hadjárattal is próbálta érvényesíteni jogait. A trákokkal és makedónokkal szövetkező Euetión sikertelenül ostromolta Amphipoliszt. Szintén kudarcot vallott Szimmikhosz i. e. 364-ben, Protomakhosz i. e. 370-ben, valamint Timotheosz i. e. 363-ban és 360/59-ben is. I. e. 362-ben III. Perdikkasz királynak sikerült makedón befolyás alá vennie a várost.

### Makedón időszak

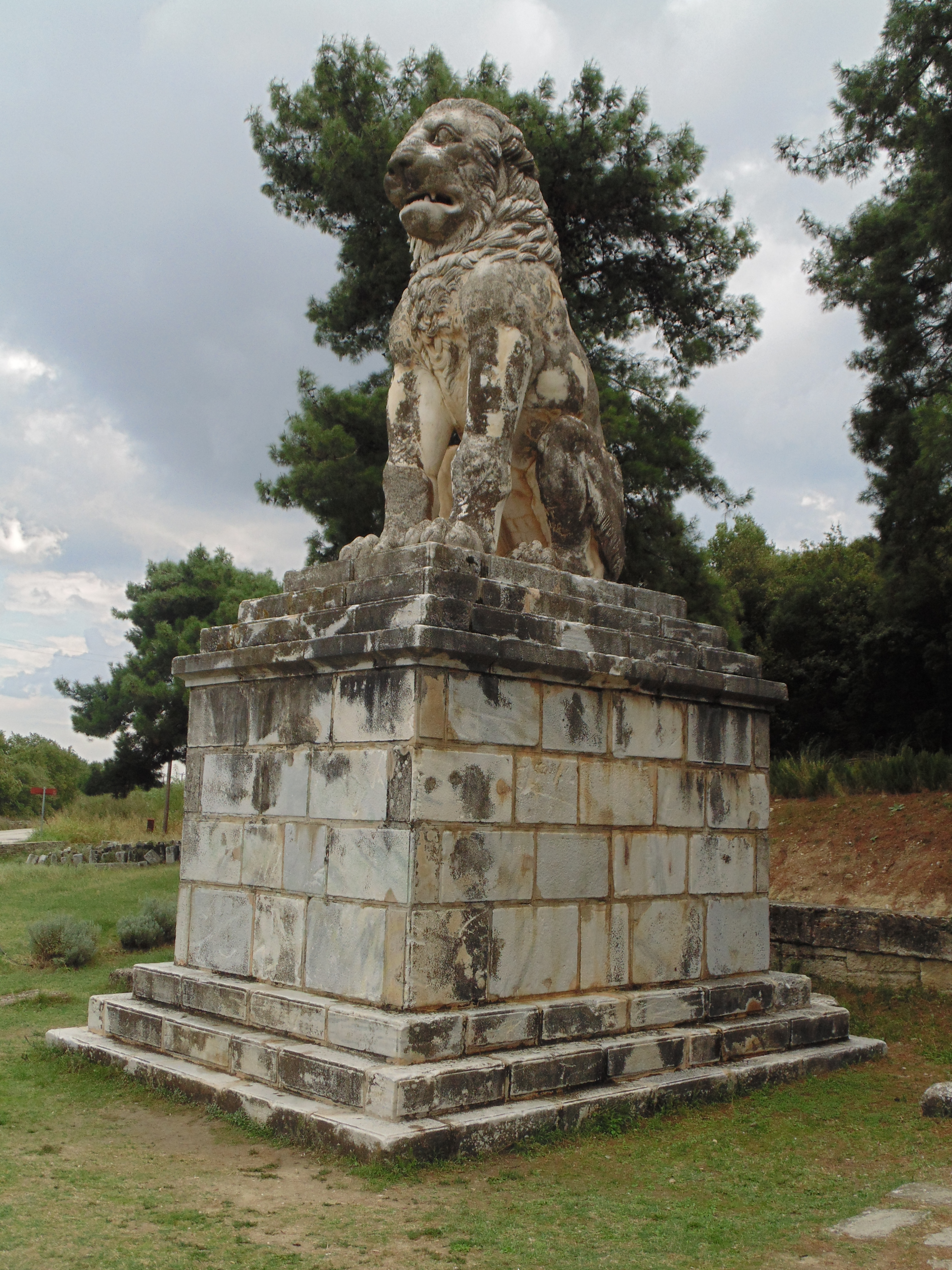
Az amphipoliszi oroszlán

I. e. 356-ban II. Philipposz makedón király ostrommal elfoglalta Amphipoliszt. A történetíró Theopomposz szerint Philipposz megállapodott az athéniekkel, hogy Amphipoliszért cserébe átadják neki Püdnát; a király azonban felrúgta az egyezséget, megtartotta Amphipoliszt és ostrom alá vette Püdnát is.Mivel Athén fenntartotta a városra vonatkozó igényeit, a következő években (i. e. 338-ig) az Amphipolisz körüli konfliktus fontos szerepet játszott a makedón-athéni kapcsolatok alakulásában. 
A várost egy ideig nem annektálták közvetlenül a Makedón Királyságba és egy ideig megtarthatta részleges autonómiáját és saját intézményeit. Azonban Amphipoliszt makedón kormányzó irányította és a makedón naptárat, pénzeket kellett használniuk. Nagy Sándor uralkodása idején Amphipolisz fontos flottabázis volt. Itt született a leghíresebb makedón flottaparancsnokok közül három is: Nearkhosz, Androszthenész és Leomedón (feltehetően az ő sírját jelölte a az amphipoliszi oroszlánszobor). Amphipolisz egyike volt azon hat városnak, ahol Nagy Sándor fényűző, 1500 talentumba kerülő templomot építtetett. A király i. e. 335-ben itt készült fel trákiai hadjáratára és a perzsa háború előtt itt gyűjtötte össze seregét és hajóhadát.
A diadokhoszok háborúinak idején Kasszandrosz i. e. 316-ban elfoglalta a várost, majd itt helyezte házi őrizetbe Nagy Sándor kiskorú örökösét, IV. Alexandrosz Aegoszt és anyját, Rhóxanét. Itt is gyilkoltatta meg őket i. e. 310/309-ben hadvezérével, Glaukiasszal, véget vetve ezzel az Argeádok dinasztiájának.
A harmadik makedón-római háborúban a római Lucius Aemilius Paullus az i. e. 168-as püdnai csatában vereséget mért Perszeusz makedón királyra. Perszeusz kincstárával együtt Amphipoliszba menekült. Aemilius Paullus elfoglalta a várost, foglyul ejtette a királyt és véget vetett a független makedón királyságnak. A következő évben a szenátus felosztotta az amphipoliszi földeket és a várost Róma protektorátusává nyilvánították. 

### Római korszak és a város lehanyatlása
Amphipolisz az Újszövetségben az Apostolok cselekedeteiben is szerepel, mint Pál apostol és társa, Szilás útjának egyik állomása. A késő ókorban még virágzott, számos új egyházi épületet emeltek, de lakosságának száma már ekkor csökkent és a város a kora középkori szláv földfoglalás zavaros időszakában fokozatosan elnéptelenedett. Először az alsóvárost ürítették ki, a lakosok az akropolisz környékére vonultak vissza, később pedig teljesen elhagyták. Amphipolisz püspökét utoljára a 8. század végén említik.

## Ásatások
Az Amphipolisztól északkeletre fekvő nekropoliszban 1956-tól kezdve végeztek módszeres ásatásokat, főként Dimitrisz Lazaridisz régész vezetésével. 1985-ös halála után lánya, Kalliopé Lazaridis folytatta a munkát egészen 1989-ig.

## Látnivalók

### Az amphipoliszi oroszlán

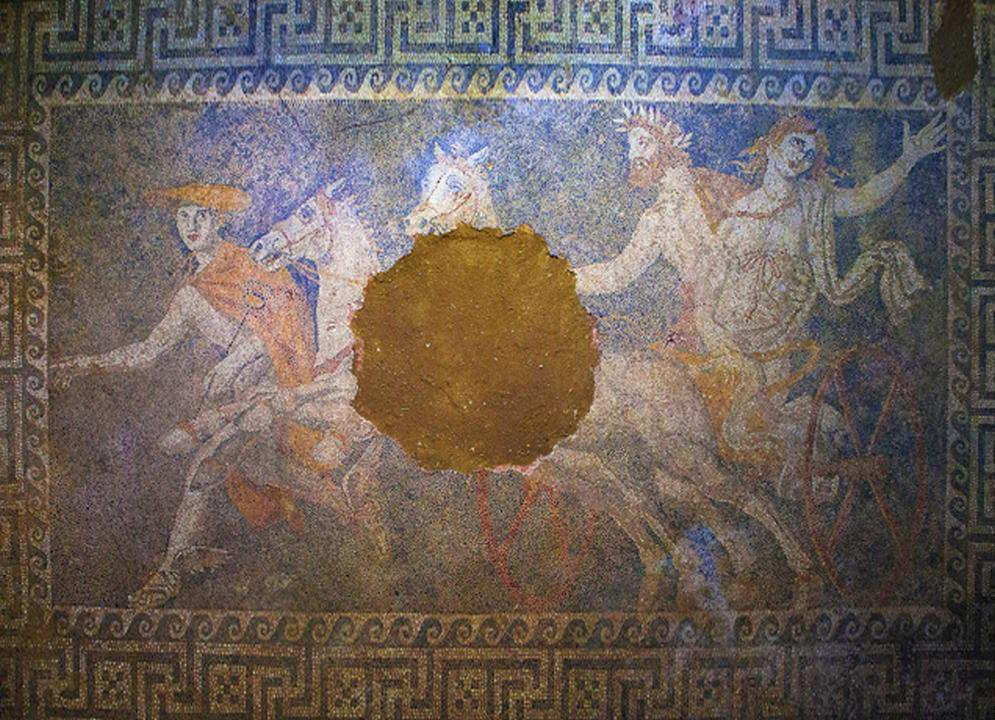
Perszephoné elrablása (mozaik a kasztai sírból)

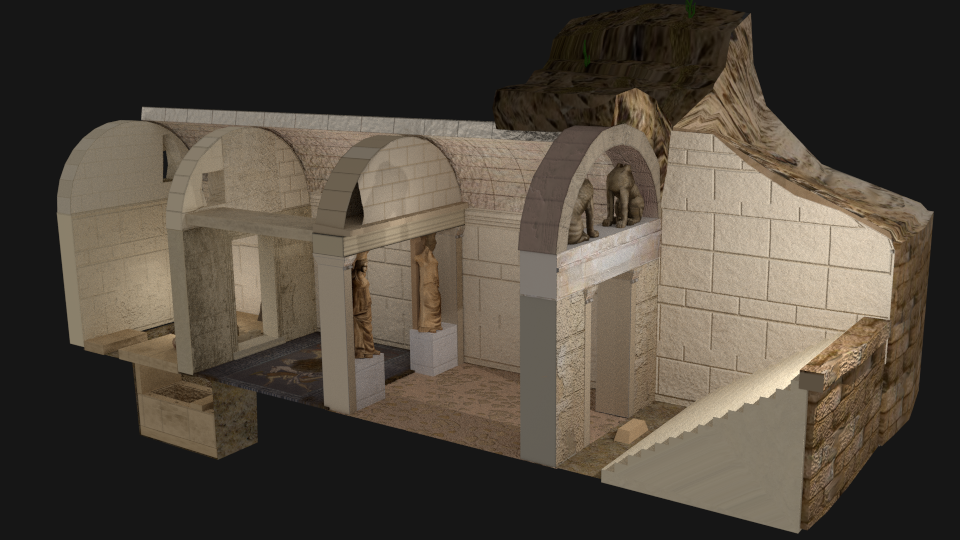
A kasztai sír szerkezete

Az alapzatával együtt több mint 8 m magas amphipoliszi oroszlán az i. e. 4. századi, leszboszi születésű flottaprancsnok, Laomedón síremléke. Laomedón egy triérész kapitányaként kezdte pályafutását, majd elnyerte Nagy Sándor barátságát, aki tengernaggyá léptette elő, később pedig Szíria szatrapájává nevezte ki. Az emlékmű alapzatát és egyes részeit 1912-1913-an fedezték fel görög katonák, amikor földmunkákat végeztek a helyszínen. Ásatást kezdtek, de azt az első világháború miatt kénytelenek voltak félbehagyni. Az oroszlán testének további részeit angol katonák találták meg 1916-ban. 1920-1931 között a folyómederben végzett munkálatok során az emlékmű további részei kerültek napvilágra. 1936-ra befejezték az ásatást, majd hazai és külföldi adományokból a Nemzeti Régészeti Múzeum művésze a helyszínen restaurálta az oroszlánt. Az eredeti síremlék teljes helyreállítása kivitelezhetetlennek bizonyult, ezért csak az oroszlánszobrot és alapzatát építették újjá. A mauzóleum eredetileg egy mészkőtömbökből álló, 10x10 m-es alapzaton nyugodott, dór oszlopok vették körbe, amelyek tetején egy piramis csúcsán állt az oroszlánszobor.

### A kasztai sír
A Kaszta-domb az akropolisztól 2,5 kilométerre északkeletre található. Már az 1960-as években tudták, hogy a domb valójában egy halomsír, de az ásatások csak 2012-ben kezdődtek. Ez az eddigi legnagyobb sírkomplexum, amelyet Görögországban találtak; a domb szélessége kb. 160 m, magassága 30 m és 250 ezer m3-nyi homokkal töltötték fel. A komplexumot egy 497 méter hosszú és 3 méter magas, Thászosz-szigeti márványból készült fal veszi körül. 2014 nyarán feltárták a viszonylag bonyolultan kialakított bejárati részt, amely külső lezáró falból, egy két szfinx által védett átjáróból, egy földdel teli előkamrából, egy második lezáró falból, majd egy két kariatidával ékesített kapuból állt. A sírkamra feltehetően az i. e. 4. század végén (325-300) épült.
A második előkamra bejáratát két szfinx őrzi, amelyeknek a fejét és a szárnyait részben a harmadik sírkamrában találták meg. A bejárat két oldalán itt is két kariatida áll; magasságuk a talapzattal együtt 3,67 m.
A kariatidák mögött és a következő terem bejáratát képező márványkapu előtt a padlót díszes mozaik díszíti. Ennek képmezején Perszephoné elrablása látható; Hádész két fehér ló által húzott szekerét Hermész vezeti. A két szfinx egyikének fejét és a szárnyak részeit a sírkamrában találták meg a törött márványkapu részeivel együtt. A kőlapokkal bélelt, szögletes sírt a kőkockákkal kirakott padlóba süllyesztették. A kirabolt sírban öt ember (négy felnőtt és egy gyerek) maradványait, valamint fakoporsóból származó szögeket, csontból és üvegből készült díszítményeket találtak. 
Nem tudjuk kit temettek a sírba. Kezdetben azt feltételezték, hogy Nagy Sándor számára épült, de ezt nem sikerült bizonyítani. A halomsírt körülvevő fal egy részét a római korban eltávolították, és egyes köveket felhasználhattak az amphipoliszi oroszlán alapzatához is.

### Az akropolisz

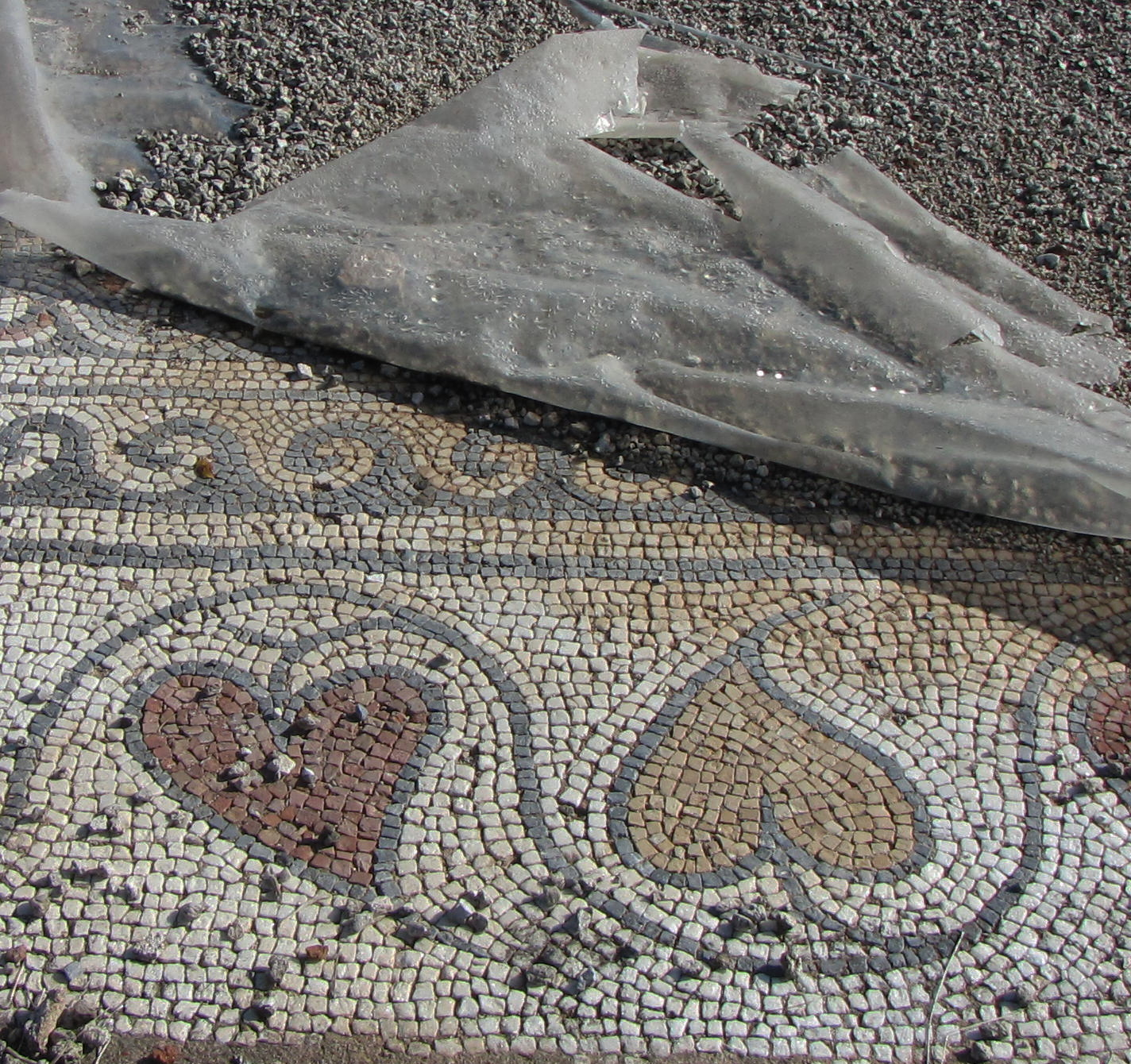
A C bazilika mozaikja

Az itteni épületmaradványok a kora keresztény és bizánci korból származnak, de alattuk római korból származó épületekre is bukkantak és feltehetően korábbi romok is vannak még alattuk.
Az akropoliszt körülvevő, sokszor javított és átépített fal a kora keresztény korban 1105 méter hosszú, 1,65-2,75 méter széles és 0,50-1,15 méter magas volt. Déli része a legrégebbi, és csak a keleti részén maradt meg az egységes kőszerkezet, csak itt nem falazták bele más épületek maradványait (spolia). Összesen öt kapuja volt, a két nagy keleti kapu mellett három kisebb is átvezetett a falon. Az akropoliszon öt bazilikát, néhány lakóépületet és egy több medencét tartalmazó ciszternát tártak fel. A bazilikák padlóját főként mozaikokkal díszítették, ahol a geometriai ábrák mellett különböző állatokat is ábrázoltak. Két mozaikképen a központi szarvasokat madarak és halak veszik körbe. A mozaikoknak csak egy része látható, a többit védelmük érdekében letakarva tartják. 
A templomok közül építészetileg kiemelkedik a rotunda. Ennek beltere hatszögletes, de külső fala kör alakú; a kettő között egy négy méter széles folyosó húzódik. A hatszög padlóját kereszt alakban borították a márványlapok. A bazilikák építészeti formája eltérő, de közös bennük a hajó felépítése, amely a narthexszel kezdődött és az apszissal záródott; utóbbi előtt állt az oltár. A hívek a hajó két oldalán (a jobb episztolaoldal és a bal evangéliumi oldal mentén) ültek.

### A római villa
Délnyugatra, szinte közvetlenül az Akropolisz mellett egy római kori villa maradványai találhatók. A 3. században emelték, és felépítése és berendezése arra utal, hogy középület volt. A villa eddig feltárt része egy átrium köré épült, amelyet négyszögletes márványlapokkal borítottak. A szobák falait színes geometrikus mintákkal vakolták és festették. Különösen érdekesek a mozaikok (amelyek közül néhányat a múzeumban kiállítottak). Egyikük azt a jelenetet ábrázolja, ahogy Zeusz bika alakjában elrabolja Európét. Két másik mozaik görög mitológiai ábrázolásokat mutat be. A római villa közelében, tőle északkeletre egy másik római kori épületegyüttest is feltártak. 

### A hellenisztikus ház

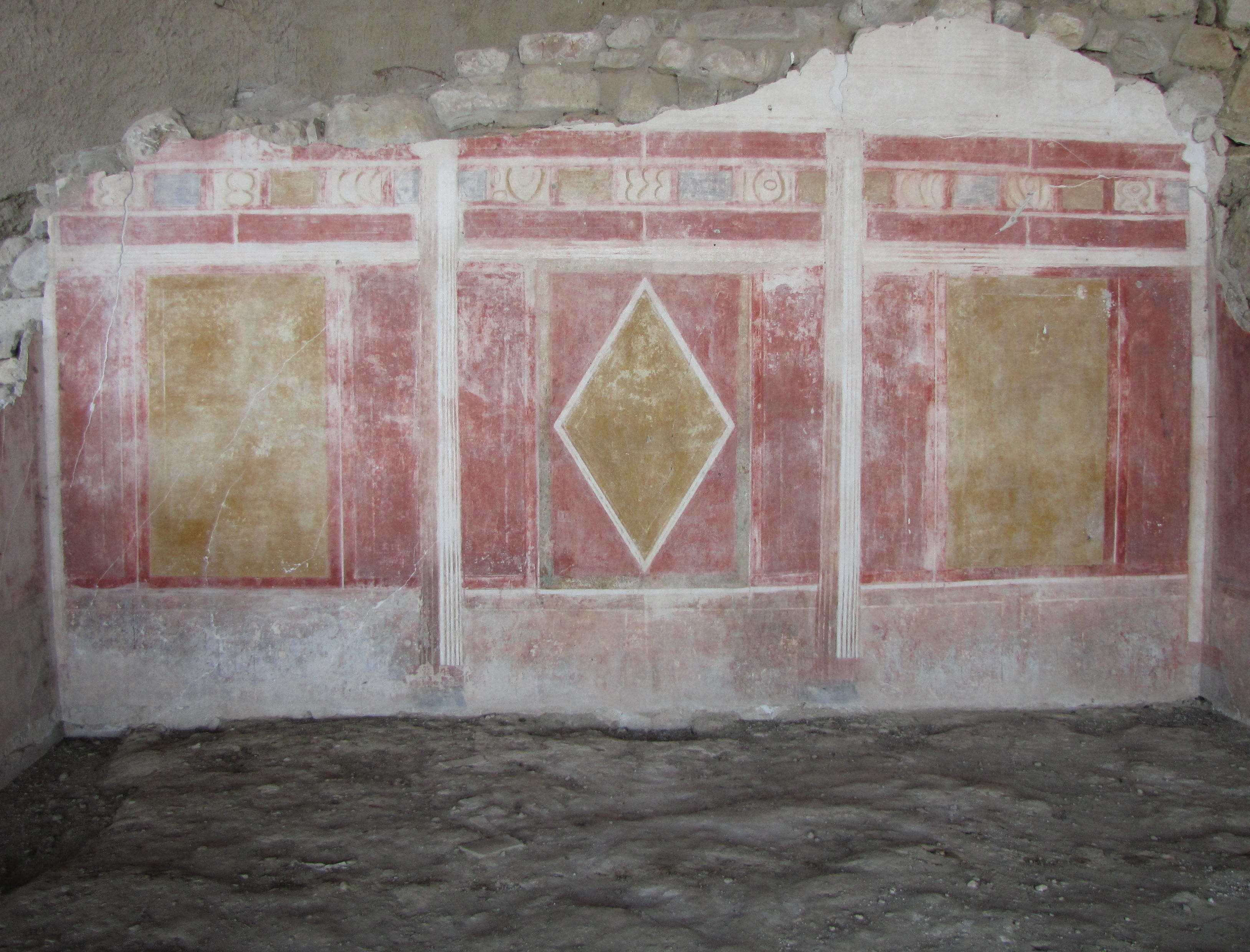
Freskók a hellenisztikus házban

Az eddig feltárt lakóépületek a klasszikus és hellenisztikus korból származnak. A házak jellemzően tágasak és szilárd szerkezetűek voltak. A szobákat általában egy nyitott átrium köré építették. 
Az ún. "hellenisztikus ház" az akropolisztól 200 méterre délre található. Az i. e. 2. században épült, feltárása 1982-ben kezdődött. Az átriumot kaviccsal borították, a tetőt cserepekkel fedték. Az északi oldalon két helyiség falai részben jó állapotban maradtak meg. A masszív falat bevakolták, amelyre utólag ráfestettek (freskó). A keleti szoba 1983-ban feltárt freskója kőművesmunkát utánoz. A vakolatban lévő mélyedések jelzik az egyes "kőkockákat", fekete és piros vonalak erősítik az optikai hatást. A szoba mérete 7,2 x 5,18 méter. A 4,57 x 5,20 méteres nyugati szobát pompeji stílusú, színes freskókkal díszítették.

### A gümnaszion
A gyermekek iskoláztatása hétéves korukban kezdődött, és nemenként eltérő volt. A lányokat olvasásra, írásra, zenére, táncra és házimunkára tanították. A fiúk esetében az írás- olvasás és számtan mellett nagy hangsúlyt fordítottak a testgyakorlásra. A nagyobb fiúk oktatása a gümnaszionban folytatódott, ahol fizikai és szellemi fejlődésüket egyaránt figyelemmel kísérték. Itt az i. e. 3. századtól már előírt szabályzat szerint oktatták az ifjakat. Az intézményt a gümnasziarkhón vezette; ő felügyelte az órákat, és gyakran magánadományokat szerzett az iskola működtetéséhez. A diákok néha szobrokat emeltek a gümmnasziarkhón tiszteletére; egy ilyen, Apellasz Diagenusznak szentelt szobrot Amphipoliszban is találtak. 

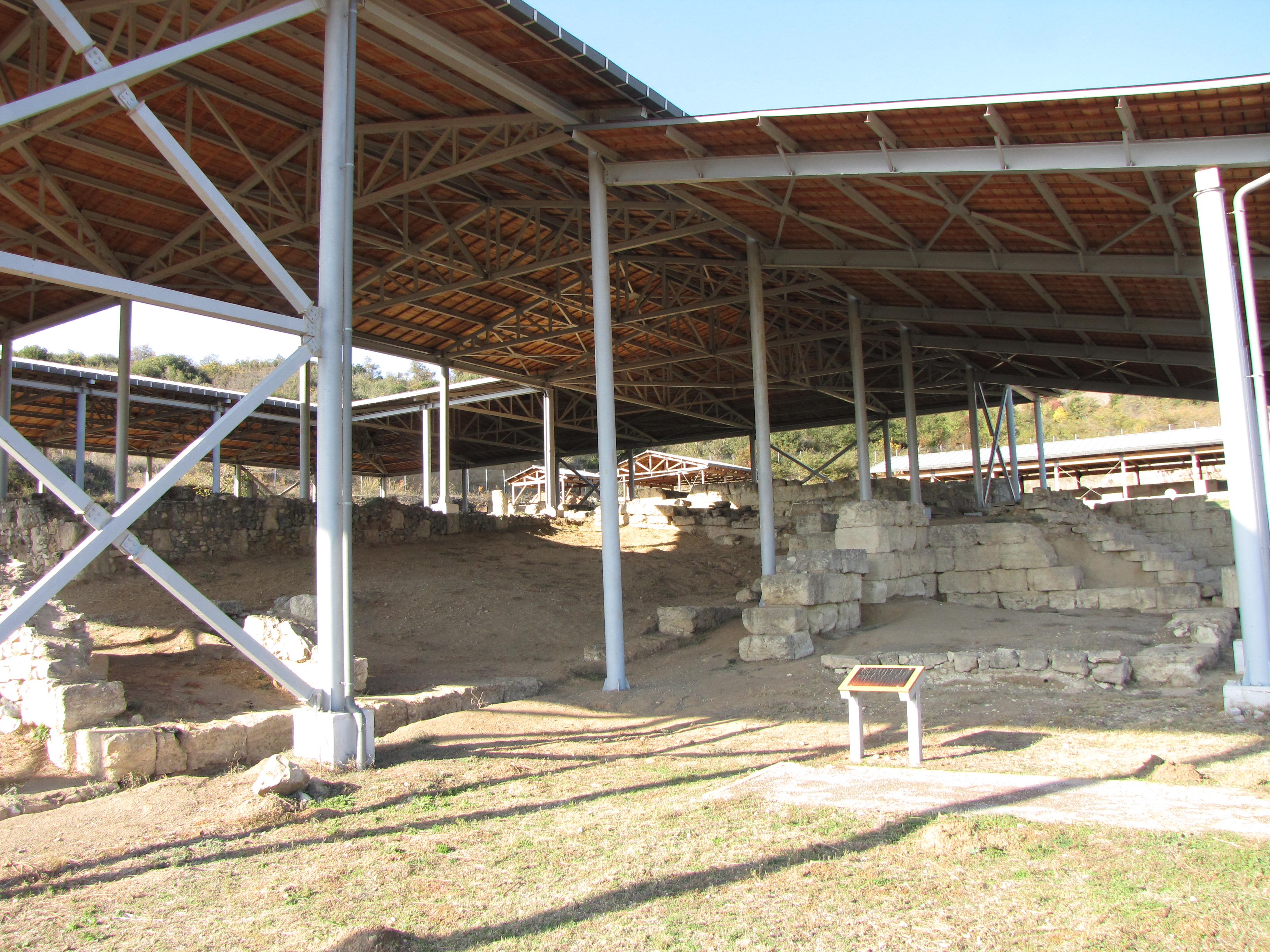
A gümnaszion

Az amphipoliszi gümnaszion az i. e. 4. század végén épült. A létesítmény közösségi szobákból, tantermekből, valamint bel- és kültéri testgyakorló helyiségekből állt. Egy sztélén (ami most a múzeumban látható) közzétették az oktatókra és az ifjakra vonatkozó szabályzatot. A 139 sorra és 16 bekezdésre osztott szöveg az oktatás menetével, a városi közösség erkölcsi értékeivel és Amphipolisz leírásával foglalkozik. A gümnaszion a klasszikus kortól egészen az i. u. 1. századig működött, amikor is leégett.
Az épületegyüttest az 1960-as években kezdték kutatni, de a részletes ásatások 1982-ben kezdődtek; ekkor tárták fel a birkózóteret (palaisztrát). Az amphipoliszi máig az egyetlen, Észak-Görögországban feltárt ókori gümnaszion. A főbejárat a komplexum keleti oldalán található. Az épületekbe egy 8,7 méter széles lépcsőn lehetett feljutni; ebből 12 lépcsőfok máig megmaradt. A lépcső a 36,1 x 46,8 méteres belső részlegre vezet. A római korban a főbejáratot a keleti oldalról az északi oldalra helyezték át. E bejárat közelében, az északi oszlopcsarnok szélén találták meg a 2,65 méter magas törvénysztélét. 
A gümnaszion központi létesítménye egy dór oszlopsorral körülvett udvarból (sztoa) állt. A palaisztrát különböző épületek vették körül. A nyugati részen a régészek megtalálták azt a teret, ahol a tanulók a birkózást és az ökölharcot gyakorolták. A padlót itt téglával burkolták. Az északi oldalon lévő két helyiségben, összesen 12 x 7 méteres területen voltak a fürdők; itt még mindig láthatók a márványkádak alapjai. A fürdők egy ciszternából cserépcsöveken keresztül kapták a vizet. A régészek a ciszternát is megtalálták; ennek  alját színes kavicsokkal díszítették. Egy kis templomban Hermészt és Héraklészt, a palaisztra védőistenségeit dicsőítő szövegeket találtak. 
A palisztra északkeleti részén a fedett futópályát, a xüsztoszt sikerült feltárni. A 80 méter hosszúságú pályán rossz időjárási viszonyok esetén edzettek vagy versenyeztek az atléták. Szélessége hét méter volt, így hat atléta versenyezhetett egyszerre. Jó idő esetén a paradromoszt használták. A rajtvonal lyukaiba fapálcákat dugtak, ezekkel szabták meg a futók közötti távolságot. A xüsztosz és a palaisztra között egyes helyiségekben vallási áldozatokat mutattak be vagy szimpóziumokat tartottak. Az itt kiásott leletek között található egy oltár, tűzhelyek és sekély gödrök, amelyekben az áldozati állatok csontjai voltak. Az oltár tövébe négy fémgyűrű ágyaztak be, amelyekhez az áldozati állatokat kötötték. 

### Római vízvezeték, keleti temető, makedón sír A
Közvetlenül a rómaiak által épített vízvezeték (aqueductus) maradványai mellett több sírt is feltártak. Egy kétkamrás makedón sír ("A" sír) mellett egy sokkal kisebb, csak egykamrás sírra is napvilágra került. A sírok nem látogathatók. A közvetlen közelében néhány egyszerű, kőlapokkal kirakott található.

### A városfal

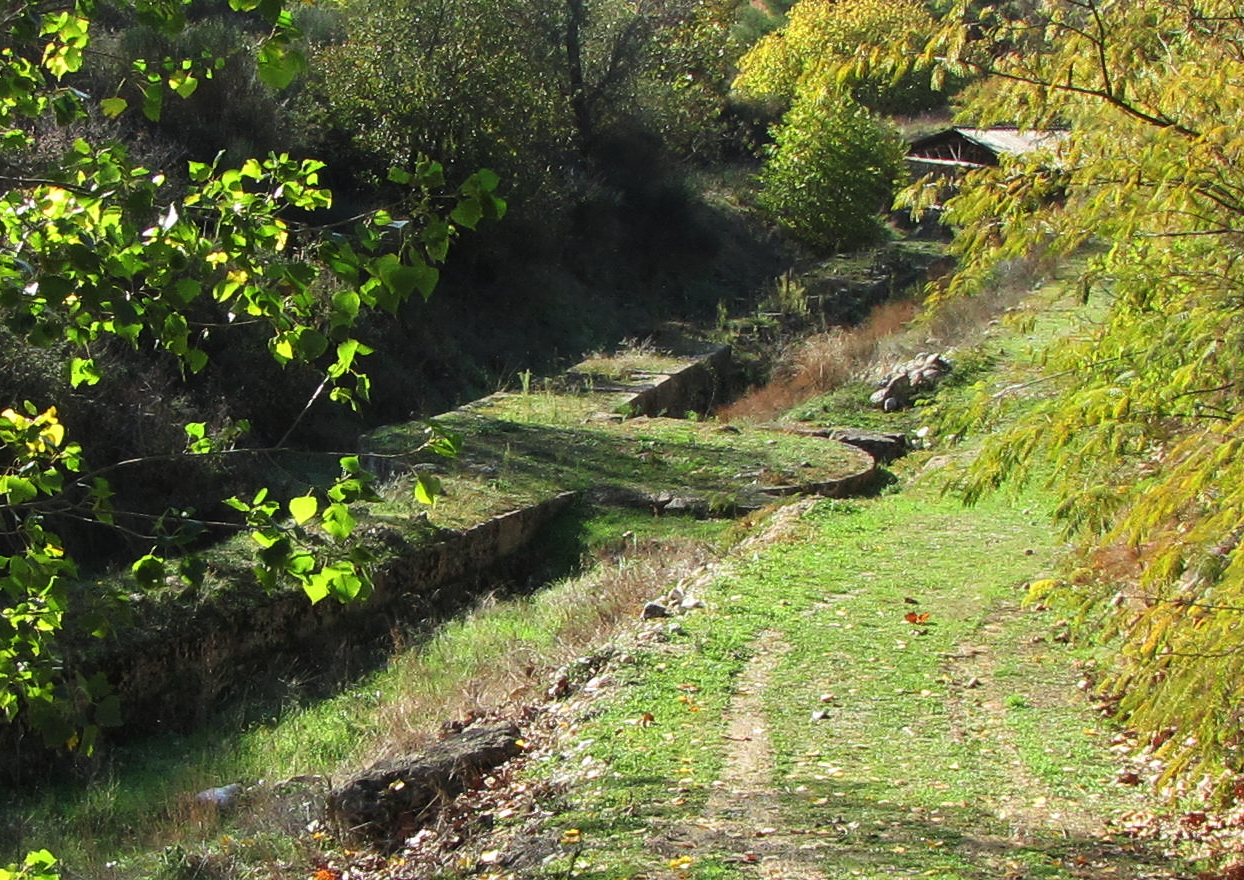
Az északi fal egy kerek torony alapjaival (a háttérben a fahíd)

Az ún. északi fal az akropolisztól mintegy 900 méterre északra található. Az Amphipoliszt körülvevő védőfal hossza elérte a 7,5 kilométert. Az északi fal nagy része megmaradt, míg a keleti, déli és nyugati részből csak töredékek maradtak ránk. A fal legjobb állapotú része a régi vasútállomás épületeinek közelében található, itt helyenként akár 7,62 méter magas is lehet. A fal közelében található a nümphaion szentély, ahol az ásatás során számos női agyagfigurát és vázát találtak. Innen 800 méterre délre fahíd vezetett át a folyón. A B városkaputól mintegy 70 méterre nyugatra egy kerek torony maradványai találhatók, amelyet a hellenisztikus korban a fal javítása során egy téglalap alakú toronnyal zártak körül. A B kapu és a torony között vízelvezető csatornák futnak, amelyekkel az esővizet távolították el a fal alapjaitól. A fal itteni szakasza homokos talajra épült és csak azt a célt szolgálta, hogy a híd már meglévő védműveit összekösse a városfallal. A kerek toronytól mintegy 61 méterre nyugatra találhatóak a Γ (gamma) kapu maradványai. Mérete 13,4 x 9 méter volt, a fal vastagsága elérte a két métert. A kaput a fal alapjaiba ágyazott oszlopok védték az árvizektől. 
A déli városfal és egy torony maradványai a múzeumtól 150 méterre délkeletre láthatóak. 

### A fahíd

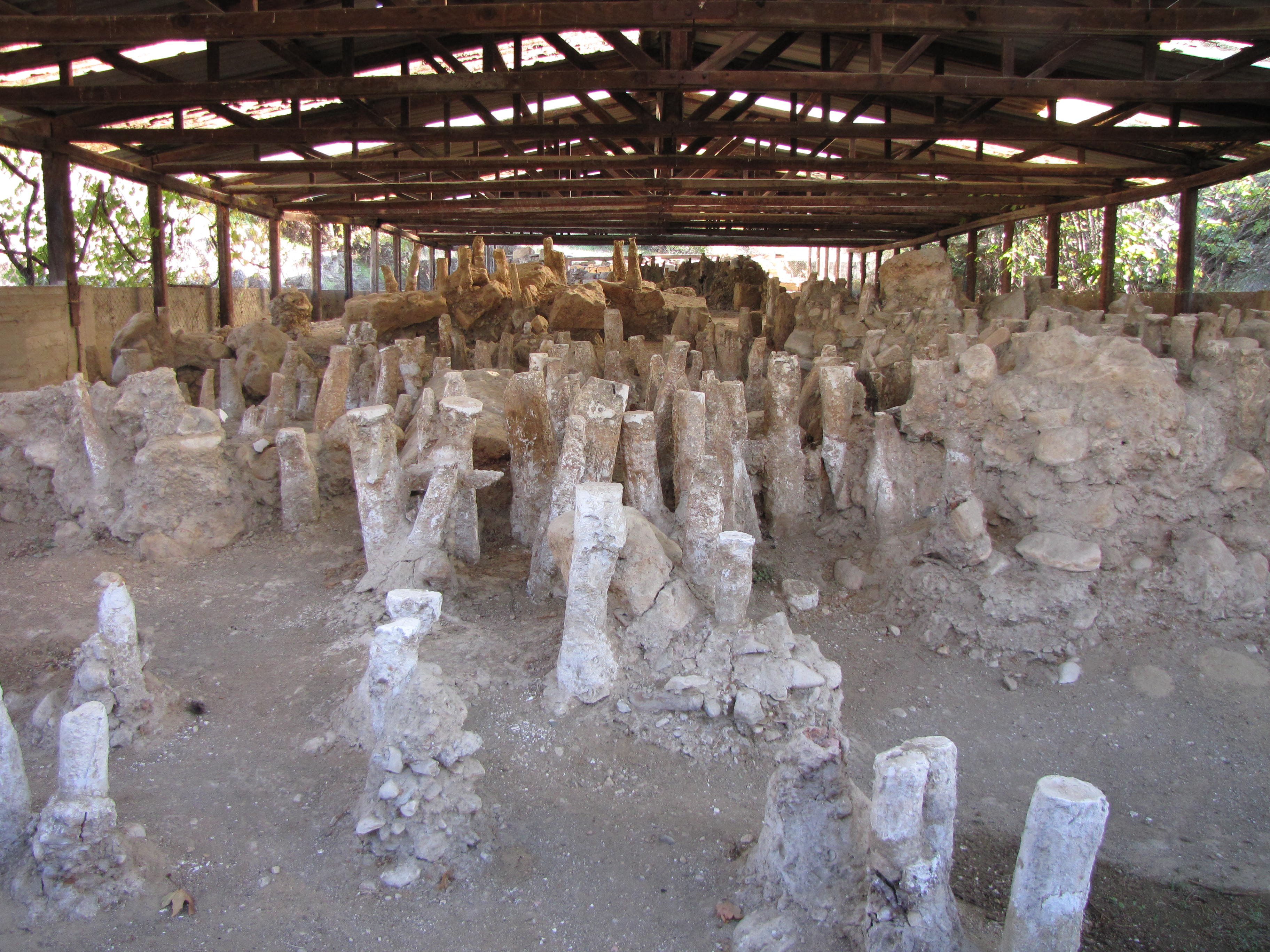
A fahíd pillérei

A várost fából épült híd kötötte össze a kikötővel. A Sztrümón folyó ebben az időben valószínűleg hajózható volt. A híd a városfalakon kívül épült, és árvizek idején elárasztotta a folyó.
A híd maradványainak feltárása 1977-ben kezdődött és egy évvel később fejeződött be. Az ásatás bőségesen szolgáltatott információkat arról, hogy hogyan építették a hidakat az ókorban. A legkorábbi maradványok i. e. 500 körülről származnak. A híd 275 méter hosszú volt, és az északi fal Γ (Gamma) kapujához csatlakozott. Szerkezetét tölgyfából ácsolt pillérek támasztották alá, amelyek végeit részben vasveretekkel erősítették meg. A pillérek közül 101 maradt fenn; közülük 24 a Γ kapun belül van, 77 oszlop pedig kívül. A part legalsó pontján lévő pilléreket a klasszikus korban, a legmagasabbakat a római, sőt a bizánci korban verték be. A hídnak csak a folyó keleti oldalán lévő része maradt meg, a nyugati oldalon lévő pillérek egy 1929-1932 közötti építkezés során megsemmisültek.
Thuküdidész az i. e. 422-ben lezajlott amfipoliszi csata leírásában a következőképpen említi a hidat: "..Brasidást városukba fogadták és seregét a folyó hídján ezen az éjszakán hajnalhasadta előtt átvezették. Ettől az átjárótól a város még jól el van s a bástyázat még ekkor nem húzódott le oly közel a folyóhoz, mint most; a hídon pedig csak egy gyenge őrcsapat állt. Ezen Brasidas könnyű szerrel erőt vehetett, mert árúlás dolgozott a kezére, de azért is, mivel a zivataros időben véletlenül nyakán termett. Ezután átkelt a hídon s a városon kívül eső egész területet, amelyen mindenfelé amphipolisiak laktak, kardcsapás nélkül hatalmába kerítette."

### Marmarion

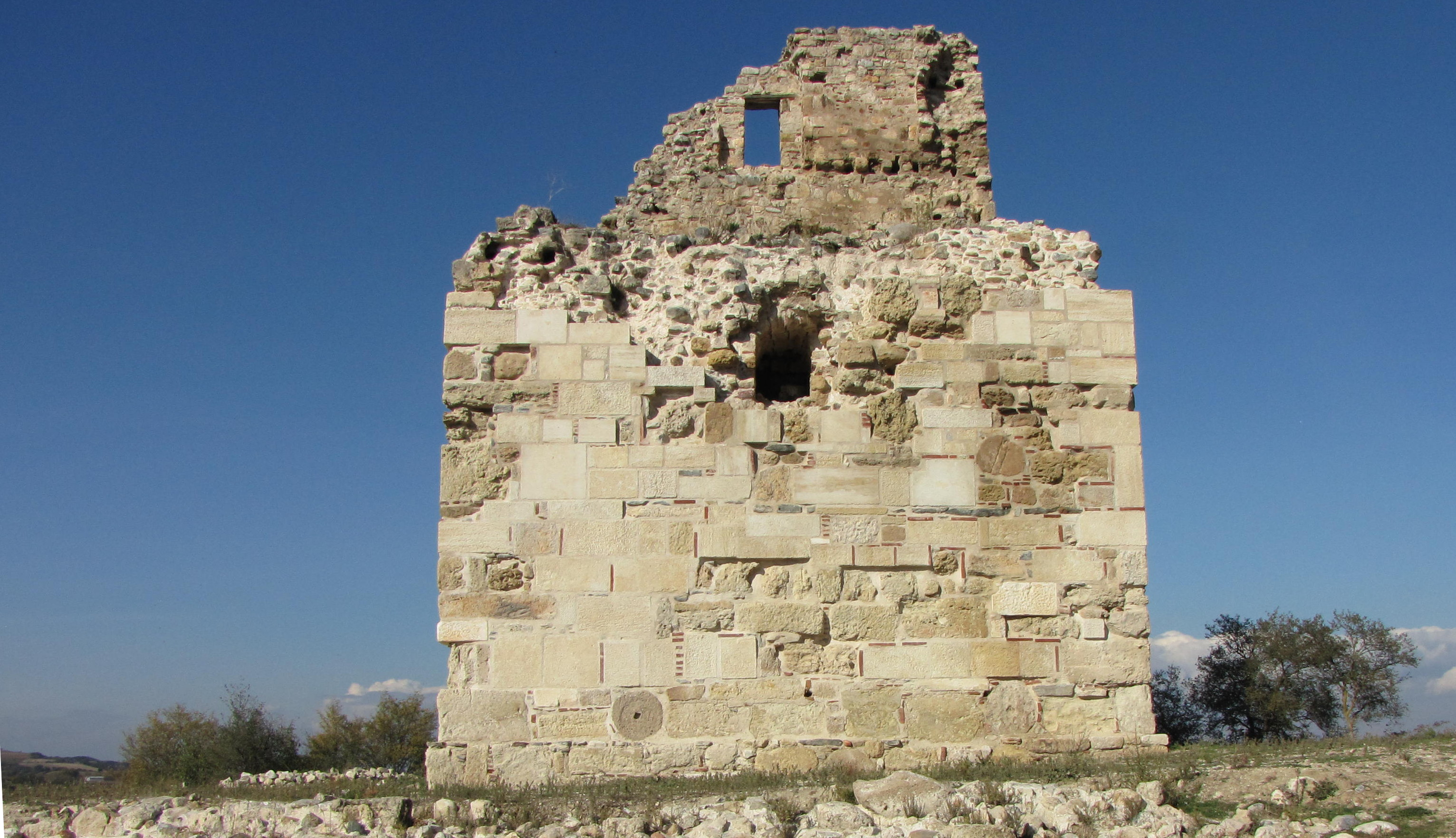
A marmarioni torony

Az amphipoliszi domb északnyugati oldalán egy bizánci időkből származó kis település maradványai találhatók. A források szerint a hely a Marmarion nevet viselte. A fahídtól a toronyig terjedt, és egy kis erődítményt alakítottak ki itt. 1367-ben két testvér, Alexisz és Iohannisz építette a marmarioni tornyot, ahonnan ellenőrizni tudták a folyót és a környékbeli termékeny síkságot. A torony romjait mára részben helyreállították. Marmarion 1547-ig létezett; később ugyanazon a helyen alapították Neohóriont (Νεοχώριον, "új falu") falut, amelyet először a 18. században említenek.

## Híres amphipolisziak
- Zoilosz, cinikus filozófus
- Amphipoliszi Nümphodórosz, író
- Nearkhosz, Nagy Sándor tengernagya
- Erigüiosz, Nagy Sándor hadvezére
- Amphipoliszban született a Xena: A harcos hercegnő című televíziós sorozat kitalált főszereplője, Xena

## Fordítás
- Ez a szócikk részben vagy egészben  az   Amphipolis című német Wikipédia-szócikk ezen változatának fordításán alapul.  Az eredeti cikk szerkesztőit annak laptörténete sorolja fel. Ez a jelzés csupán a megfogalmazás eredetét és a szerzői jogokat jelzi, nem szolgál a cikkben szereplő információk forrásmegjelöléseként.